# Muhammad ibn Chalifa Al Chalifa
Scheich Muhammad bin Chalifa Al Chalifa (auch Muhammad ibn Khalifa Al Khalifa; arabisch محمد بن خليفة آل خليفة, DMG Muḥammad b. Ḫalīfa Āl Ḫalīfa; † Dezember 1869) war in drei Amtszeiten Herrscher (Scheich) des Landes Bahrain:
- erste Amtszeit: 1834 bis 1842
- zweite Amtszeit: 1843 bis 1868
- dritte Amtszeit: September 1869 bis Dezember 1869

| Personendaten    | Personendaten                          |
| ---------------- | -------------------------------------- |
| NAME             | Chalifa, Muhammad ibn Chalifa Al       |
| ALTERNATIVNAMEN  | Khalifa, Muhammad ibn Khalifa Al       |
| KURZBESCHREIBUNG | Herrscher (Scheich) des Landes Bahrain |
| GEBURTSDATUM     | 18. Jahrhundert oder 19. Jahrhundert   |
| STERBEDATUM      | Dezember 1869                          |